# Friedrich von Uslar-Gleichen (Politiker, 1882)
Friedrich Freiherr von Uslar-Gleichen (* 6. März 1882; † 14. Mai 1945 in Neuruppin) war ein deutscher Landrat in der Zeit des Nationalsozialismus.
Er stammte aus dem niedersächsischen Adelsgeschlecht Uslar-Gleichen. Der Hauptmann d. R. und NSDAP-Mitglied (Mitgliedsnummer 940.056) wurde am 1. November 1933 Landrat im preußisch-brandenburgischen Kreis Ruppin. Am 27. Juli 1933 verkündete er die Auflösung des KZ Neuruppin. Das Amt des Landrates übte er bis zum Kriegsende 1945 aus. Freiherr von Uslar-Gleichen war SS-Mitglied (SS-Nummer 314.928) und wurde am 30. Januar 1941 zum Sturmbannführer ernannt. Als solcher war er für das Reichssicherheitshauptamt tätig.  Am 20. April 1944 wurde er zum Obersturmbannführer befördert. Er starb am 14. Mai 1945 in dem zum Lazarett umgebauten Offizierssommersitz (heute Seehotel) Gildenhall in Neuruppin.
Friedrich von Uslar-Gleichen heiratete 1914 die Gutsbesitzerstochter Ina Lücke-Trebitz (a. d. Elbe), das Ehepaar hatte eine Tochter. Die Witwe lebte zuletzt in Appenrode bei Göttingen, dem langjährigen Gut der Familie von Uslar-Gleichen.